# Gargano
Gargano je zgodovinska in geografska podregija v pokrajini Foggia, Apulija, jugovzhodna Italija, sestavljena iz širokega izoliranega gorskega masiva, sestavljenega iz visokogorja in več vrhov ter tvori hrbtenico rta Gargano v Jadranskem morju, »ostrogo« na italijanskem »škornju«. Najvišja točka je Monte Calvo na 1065 m. Večina gorskega območja, približno 1200 km2, je del narodnega parka Gargano, ustanovljenega leta 1991. V tej regiji se od leta 1978 spopadejo klani Società foggiana.
Polotok Gargano je delno prekrit z ostanki starodavnega gozda Foresta Umbra, edinega preostalega dela starodavnega hrastovega in bukovega gozda v Italiji, ki je nekoč pokrival velik del Srednje Evrope, pa tudi ekoregijo apeninskih listnatih gorskih gozdov. Latinski pesnik Horacij je govoril o hrastih Garganusa v Odah II, ix.

## Turizem
Na obali Gargana so številne plaže in turistični objekti, vključno z letovišči, kot so Vieste, Peschici in Mattinata. Dve večji slani jezeri Lesina in Varano sta na severnem delu polotoka. Gargano ima najstarejše svetišče v zahodni Evropi, posvečeno nadangelu Mihaelu, Monte Sant'Angelo sul Gargano.
Druge turistične znamenitosti so mesto in občina San Giovanni Rotondo, opatija Santa Maria iz Ripalte (Lesina) in vulkanske kamnine, ki segajo v triasno obdobje, znane kot "črni kamni" v Lesini, pa tudi svetišče San Nazario.
- Narodni park Gargano, ki prikazuje starodavne gozdove Foresta Umbra
- Bledi apnenčasti klifi in otočki, značilni za obalo Gargano
- Obala okoli Mattinata

## Fosili polotoka Gargano
Pred približno 12 do 4 milijoni let, med poznim miocenom in zgodnjim pliocenom, se je na takratnem otoku Gargano razvila zelo endemična favna vretenčarjev zaradi višje morske gladine kot danes. Več teh živali je bilo podvrženih otoškemu gigantizmu (biološki pojav, pri katerem se velikost živalske vrste, izolirane na otoku, dramatično poveča).
Fosile najdemo v delno zapolnjenih paleokraških razpokah čez Monte Gargano. Favna otoka Gargano je znana kot favna Mikrotia po endemičnem rodu glodavcev, miši (Muridae), tega območja.
Površinske značilnosti starodavnega krasa so se razvile v mezozojskem apnencu. V njih se je usedlina kopičila skupaj z ostanki lokalne favne, ki je tvorila debele plasti rdečkastih, masivnih ali grobo razslojenih meljasto-peščenih glin, znanih kot terrae rossae (»rdeča tla«). Sredi pliocena so bila nekatera od teh nahajališč poplavljena, verjetno zaradi tektonskega premika Apulijske plošče. Druge so prekrivale druge usedline kopenskega ali sladkovodnega izvora. Tako je nastal zakopan, delno predelan paleokras.
Kasneje, ko se je začel cikel ledenih dob, se je gladina morja znižala in nekdanji otok je postal polotok. V hladnih in polsušnih razmerah zgodnjega pleistocena (približno 1,8–0,8 mil. let) se je zgodil drugi kraški cikel, pri katerem je nastal neokras, ki je odstranil del paleokraškega nasipa.

## Živalstvo
Endemični sesalci otoka Gargano so:
- Deinogalerix - 5 vrst "dlakavih ježev", med njimi velikanski D. koenigswaldi z lobanjo dolžine ok. 20 cm. (Freudenthal, 1972; Butler, 1980)
- Hoplitomeryx - rod izumrlih jelenom podobnih prežvekovalcev, približno 5 vrst "prongdeer" s petimi rogovi in sabljastimi zgornjimi pasjimi zobmi. Bili so od majhnih do velikosti navadnega jelena, veliki in majhni pa so se očitno pojavljali hkrati, ne da bi se eden razvil iz drugega. (Leinders 1984, van der Geer 2005, van der Geer 2008)
- Mikrotia - 3 ali več vrst mišjih glodalcev. Največja vrsta, M. magna, je imela 10 cm dolgo lobanjo. (Freudenthal, 1976, Parra et al., 1999)
- Paralutra garganensis - endemična vrsta vidre. (Willemsen, 1983)
- Prolagus imperialis in P. apricenicus - ogromne endemične vrste žvižgačev – P. imperialis je bil večji od katerega koli drugega znanega prolagusa. (Mazza, 1987)
- Stertomys - 5 vrst polhov, med njimi velikan S. laticrestatus (Daams in Freudenthal, 1985) in štiri manjše vrste (Freudenthal in Martín-Suárez, 2006)
- Hattomys - 3 vrste velikanskih hrčkov, med njimi velikan H. gargantua. (Freudenthal, 1985)

Neendemični sesalci, ki jih najdemo na otoku, so:
- Apodemus gorafensis - gozdna miš
- Prazgodovinska vrsta hrčka Cricetus (veliki hrček) (Freudenthal, 1985)
- Megacricetodon - še en hrček (Freudenthal, 1985)

Vrste ptic, ki se pojavljajo na Garganu (preučeval Ballmann, 1973, 1976):
- Apus wetmorei, hudournik.
- Columba omnisanctorum – eden najstarejših znanih fosilov golobov. Verjetno je bil bolj razširjen in če je tako, bi zanj verjetno veljalo starejše ime C. pisana.
- Garganoaetus freudenthali in Garganoaetus murivorus - dve[2][3] vrsti sokolov, prva je večja od planinskega orla, druga pa dobro velika; endemična. Manjša vrsta, ki je verjetno stratigrafsko najstarejša, je tesno povezana z Aquila delphinensis iz La Grive-Saint-Alban v Franciji, po besedah Petra Ballmanna iz leta 1973. Njegovi najbližji živi sorodniki so mali orli (Hieraaetus, Spizaetus, Lophaetus).
- Garganornis ballmanni, izumrla neleteča velikanska vodna ptica, podobna gosi.[4]
- Strix perpasta – prava sova, morda enaka razširjeni Bubo zeylonensis lamarmorae, paleopodvrsta ribje uharice (Mlíkovský 2002), vendar je bil ta takson običajno znan iz kasnejših časov.
- Tyto - 2 ali 3 vrste sov. Največja, T. gigantea, je bila do dvakrat večja od živega orla Bubo bubo. T. robusta je bila tudi velika; ta in prva vrsta sta bili endemični, vendar se zdi, da sta bili v resnici kronopodvrsta. Domnevni ostanki manjše T. sanctialbani, najdene v Garganu, so zdaj nameščeni v razširjeni Tyto balearica.
- nedoločena žolna.